# Russell Hellickson
Russell Owen Hellickson (* 29. Mai 1948 in Madison, Wisconsin) ist ein ehemaliger US-amerikanischer Ringer.

## Werdegang
Hellickson begann als Jugendlicher auf der High School mit dem Ringen. Nach der High School besuchte er die University of Wisconsin–Madison und wurde ein ausgezeichneter Universitäts-Ringer. Im Gegensatz zu vielen anderen Universitäts-Ringern legte er aber auch auf eine Karriere bei der AAU (Amerik. Athleten Union) und damit auch bei FILA-Turnieren großen Wert. Er beteiligte sich deshalb in den 1970er Jahren bei fast allen USA-Meisterschaften der AAU und gewann fünf USA-Meistertitel und das, obwohl er in diesen Jahren in den Brüdern Benjamin Peterson und John Peterson, beides Olympiasieger, härteste Konkurrenz hatte. Bei internationalen Meisterschaften gewann er drei Medaillen. 1980 verwehrte ihm der Boykott der Spiele in Moskau eine zweite Olympiateilnahme.
Nach Beendigung seiner Laufbahn als aktiver Ringer war er 16 Jahre lang Trainer an der University of Wisconsin, ehe er an die Ohio State University wechselte. Er machte auch im amerikanischen Ringerverband Karriere und bekleidete dort wichtige Ämter. Für den Fernsehsender ABC war er bei mehreren wichtigen Sportveranstaltungen, darunter Olympischen Spielen, Kommentator für das Ringen. Zusammen mit seiner ebenfalls vom Ringersport begeisterten Ehefrau Nancy gründete er auch eine Zeitschrift für das Ringen in Wisconsin.

## Internationale Erfolge
(OS = Olympische Spiele, WM = Weltmeisterschaft, HS = Halbschwergewicht, damals bis 90 kg Körpergewicht, S Schwergewicht, damals bis 100 kg Körpergewicht, F = Freistil)
- 1971, 1. Platz, Panamerican Games in Cali, HS, F, vor Barbaro Morgan, Kuba und Raul Garcia, Mexiko;
- 1971, 3. Platz, WM in Sofia, HS, F, mit Siegen über Nakodo Kentuchi Japan, Mehmet Güclü, Türkei, Reza Hosianikhorami, Iran, Roland Andersson, Schweden und einer Niederlage gegen Pawel Kurczewski, Polen;
- 1975, 1. Platz, Panamerican Games in Mexiko-Stadt, vor Luape Lara, Kuba und Claude Pilon, Kanada;
- 1975, 4. Platz, WM in Minsk, HS, F, mit Siegen über Géza Molnar, Ungarn, Stelică Morcov, Rumänien, Hayri Polat, Türkei und Niederlagen gegen Horst Stottmeister, DDR und Lewan Tediaschwili, Sowjetunion;
- 1976, Silbermedaille, OS in Montreal, S, F, mit Siegen über Reza Sukhtessari, Iran, Kazuo Shimizu, Japan, Keith Peach, Vereinigtes Königreich, Dimo Kostow, Bulgarien, Hollogin Baianmunkh, Mongolei und einer Niederlage gegen Iwan Jarygin, UdSSR;
- 1979, 1. Platz, Panamerican Games in San Juan, S, F, vor Barbaro Morgan, Kuba und Michael Kappel, Kanada;
- 1979, 2. Platz, WM in San Diego, S, F, mit Siegen über Slawko Tscherwenko, Bulgarien, Boguslaw Maumerowicz, Polen, Harald Büttner, DDR, Vasile Pușcașu, Rumänien und einer Niederlage gegen Ilja Mate, UdSSR

## Nationale Erfolge
Russell Hellickson wurde 1972, 1974, 1975, 1976 und 1980 US-amerikanischer Meister im Halbschwer- bzw. Schwergewicht (Freistil).